# Melaleuca acacioides
Espèce
Classification phylogénétique
Répartition géographique
Melaleuca acacioides, appelé coastal paperbark en anglais ou lunyamad en langue bardi des aborigènes du nord-est de l'Australie, est une espèce de plantes à fleurs de la famille des Myrtaceae. C'est arbuste originaire de Papouasie-Nouvelle-Guinée et d'Australie.

## Description
- Croissance : lente
- Fleurs : blanches

## Synonyme
- Melaleuca graminea S.Moore